# 2,4,6-Trinitroanilin
2,4,6-Trinitroanilin, skraćeno (TNA) sa hemijskom formulom C6H4N4O6 i takođe poznat kao piramid, je organsko jedinjenje, koje sadrži 6 atoma ugljenika i ima molekulsku masu od 228,119 .
Materijali u ovoj grupi se kreću od blagih do jakih oksidacionih sredstava. Ako se pomešaju sa redukcionim agensima, uključujući hidride, sulfide i nitride, mogu započeti snažnu reakciju koja kulminira detonacijom. Aromatična nitro jedinjenja mogu eksplodirati u prisustvu baze kao što je natrijum-hidroksid ili kalijum-hidroksid čak i u prisustvu vode ili organskih rastvarača. Eksplozivne tendencije aromatičnih nitro jedinjenja su povećane prisustvom više nitro grupa. Izgled trinitroanilina varira od žute preko narandžaste do crvene u zavisnosti od njegove čistoće i koncentracije.

## Pravljenje
Preparat se pravi od trinitrohlorobenzena reakcijom sa amonijakom ili nitracijom p-nitroanilina.

## Aplikacije/Upotrebe
Trinitroanilin se danas koristi samo u malim bojevim glavama nekih eksplozivnih naprava kao što su minobacači. U Drugom svetskom ratu koristila ga je japanska carska mornarica kao Tip 97 bakujaku (model 1931 eksploziv) u nekim verzijama topovskih projektila umesto manje stabilne pikrinske kiseline. Takođe je korišćen u Jokosuka MXY-7 Oka, kamikaza raketnom avionu vođenom ljudskom posadom namenjenom za napade na vojne ratne brodove.

## Osobine
| Osobina                  | Vrednost |
| ------------------------ | -------- |
| Broj akceptora vodonika  | 7        |
| Broj donora vodonika     | 1        |
| Broj rotacionih veza     | 3        |
| Particioni koeficijent ( | 0,8      |
| Rastvorljivost (logS, log(mol/L))       | -3,9     |
| Polarna površina (PSA, Å2)  | 163,5    |

## Karakteristike
Trinitroanilin je kristalna čvrsta supstanca. Jedinjenje je posebno eksplozivno kada je suvo usled udara, trenja, toplote i drugih izvora paljenja i podleže Zakonu o eksplozivima prilikom rukovanja sa njim.
| Balans kiseonika        | −56,1 %[4]                                       |
| Sadržaj azota           | 24,56 %[4]                                       |
| Normalna zapremina gasa | 972 l·kg−1[4]                                    |
| Eksplozivna toplota     | 3592 kJ·kg−1 (H2O (l)) 3498 kJ·kg−1 (H2O (g))[4] |
| Specifična energija     | 972 kJ·kg−1 (68,1 mt/kg)[4]                      |
| Test olovnog bloka      | 31,0 cm³·g−1[4]                                  |
| Brzina detonacije       | 7300 m·s−1[4]                                    |
| Tačka deflagracije      | 346 °C (655 °F; 619 K)[4]                        |
| Test čelične čaure      | Granični prečnik 3,5 mm[4]                       |
| Osetljivost na udar     | 15 Nm[4]                                         |
| Osetljivost na trenje   | do 353 N pin opterećenje bez reakcije[4]         |

## Zdravlje i bezbednost
Trinitroanilin je opasno eksplozivan. Simptomi izloženosti ovom jedinjenju mogu uključivati iritaciju kože i očiju, glavobolju, pospanost, slabost, cijanozu i respiratornu uznemirenost.

## Literatura
- Clayden, Jonathan; Greeves, Nick; Warren, Stuart; Wothers, Peter (2001). Organic Chemistry (I изд.). Oxford University Press. ISBN 978-0-19-850346-0.
- Smith, Michael B.; March, Jerry (2007). Advanced Organic Chemistry: Reactions, Mechanisms, and Structure (6th изд.). New York: Wiley-Interscience. ISBN 0-471-72091-7.
- Katritzky A.R.; Pozharskii A.F. (2000). Handbook of Heterocyclic Chemistry (Second изд.). Academic Press. ISBN 0080429882.

## Dodatna literatura
- Holden, James R.; Dickinson, Charles; Bock, Charles M. (1972). „Crystal structure of 2,4,6-trinitroaniline”. The Journal of Physical Chemistry. 76 (24): 3597—3602. doi:10.1021/j100668a017.